# 296968 Ignatianum
296968 Ignatianum è un asteroide della fascia principale. Scoperto nel 2010, presenta un'orbita caratterizzata da un semiasse maggiore pari a 2,6437946 UA e da un'eccentricità di 0,1480971, inclinata di 5,15028° rispetto all'eclittica.